# Рогув-Гуровський
Рогув-Гуровський (пол. Rogów Górowski) — село в Польщі, у гміні Гура Гуровського повіту Нижньосілезького воєводства.
Населення — 160 осіб (2011).
У 1975-1998 роках село належало до Лешненського воєводства.

## Демографія
Демографічна структура станом на 31 березня 2011 року:
|          | Загалом | Допрацездатний вік | Працездатний вік | Постпрацездатний вік |
| -------- | ------- | ------------------ | ---------------- | -------------------- |
| Чоловіки | 83      | 16                 | 64               | 3                    |
| Жінки    | 77      | 17                 | 45               | 15                   |
| Разом    | 160     | 33                 | 109              | 18                   |